# Demone (storico)
Dèmone (Atene, 350 a.C. circa – Atene, prima del 262 a.C.) è stato uno storico ateniese, attidografo.

## Biografia e opere
Di Demone abbiamo poche notizieː figlio di un cugino di Demostene, appartiene al periodo dei Diadochi e fu l'oggetto di uno scritto critico di Filocoro.
Si è supposto che, per aver scritto un libro sui sacrifici, Πεpί θυσιὼν fosse un esegeta, anche se la cosa non è dimostrabile. Scrisse anche Πεpἱ παροιμιών (Sui proverbi), il che riporta a una formazione di tipo peripatetico, con la propensione all'interesse per usi e costumi . Per quanto concerne l'atteggiamento politico di Demone, il fatto che fosse un parente stretto di Demostene non induce automaticamente a collocarlo tra gli antimacedoni e, anzi, se apparteneva al Peripato è concepibile che fosse a favore degli Antigonidi, o almeno non un anti-macedone, il che renderebbe ancora più comprensibile la critica da parte di Filocoro.
Della sua Atthis abbiamo solo quattro frammenti, e sappiamo solo che iniziasse con i re di Atene e tale trattazione si estendesse almeno per quattro libri . La lunghezza dell'opera è comunque sconosciuta, ma a giudicare dall'unico frammento contenente il numero di un libro il passaggio della regalità a Melanzio e l'occupazione dei Medontidi avvenivano, appunto, nel quarto libro. Naturalmente il numero indica che questo potrebbe essere stato l'ultimo della storia dei re, scendendo al 683/2 o al 594/3 a.c. Anche così, l'archeologia era lunga almeno il doppio di quella di Clidemo e Filocoro e quattro volte quella di Androzione.